# Mary Holmqvist
Anna Mary Sylvia Prytz-Holmqvist, född 29 juli 1919 i Glimåkra församling, Kristianstads län, död 16 juni 1974 i Svalövs församling, Malmöhus län, var en svensk telefonist och politiker (s).
Holmqvist tillhörde riksdagens andra kammare 1954–1970 representerande Socialdemokraterna i valkretsen Malmöhus län. Hon var även ledamot i den nya enkammarriksdagen från dess öppnande 1971.
Hon var gift från 1943 med kommunalrådet i Svalöv Sture Holmqvist (1916–1992), som representerade Socialdemokraterna och var bror till politikern Eric Holmqvist.